# Mesochorus culmosus
Mesochorus culmosus là một loài tò vò trong họ Ichneumonidae.